# Classificació de la Copa del Món de futbol 2022-CONMEBOL
La zona de classificació sud-americana per al Mundial de 2022 fa que els equips competeixin per les 4-5 places (4 places més un lloc al play-off intercontinental) atorgades al continent a les finals de Qatar.

## Regulació
Com en les edicions anteriors, els 10 equips participants s'inclouen en un sol grup, amb partits a casa i fora de casa. El calendari es va determinar mitjançant un sorteig, celebrat el 17 de desembre de 2019 a Asunción, Paraguai.

## Classificats
| Pos. | Equip     | Pts | PJ | PG | PE | PP | GF | GC | DG  |
| ---- | --------- | --- | -- | -- | -- | -- | -- | -- | --- |
| 1.   | Brasil    | 45  | 17 | 14 | 3  | 0  | 40 | 5  | 35  |
| 2.   | Argentina | 39  | 17 | 11 | 6  | 0  | 27 | 8  | 19  |
| 3.   | Uruguai   | 28  | 18 | 8  | 4  | 6  | 22 | 22 | 0   |
| 4.   | Equador   | 26  | 18 | 7  | 5  | 6  | 27 | 19 | 8   |
| 5.   | Perú      | 24  | 18 | 7  | 3  | 8  | 19 | 22 | −3  |
| 6.   | Colòmbia  | 23  | 18 | 5  | 8  | 5  | 20 | 19 | 1   |
| 7.   | Xile      | 19  | 18 | 5  | 4  | 9  | 19 | 26 | −7  |
| 8.   | Paraguai  | 16  | 18 | 3  | 7  | 8  | 12 | 26 | −14 |
| 9.   | Bolívia   | 15  | 18 | 4  | 3  | 11 | 23 | 42 | −19 |
| 10.  | Veneçuela | 10  | 18 | 3  | 1  | 14 | 14 | 34 | −20 |

Llegenda: 

         Qualificar directament a Copa del Món
         Classificat per al play-off interzona
Note:
3 punts per cada victòria, 1 per cada empat, 0 per cada derrota.

## Partits
| Equip 1   | Marcador | Equip 2   |
| 1ª dia    | 1ª dia   | 1ª dia    |
| --------- | -------- | --------- |
| Uruguai   | 2 - 1    | Xile      |
| Paraguai  | 2 - 2    | Perú      |
| Argentina | 1 - 0    | Equador   |
| Colòmbia  | 3 - 0    | Veneçuela |
| Brasil    | 5 - 0    | Bolívia   |
| 2ª dia    |          |           |
| Bolívia   | 1 - 2    | Argentina |
| Veneçuela | 0 - 1    | Paraguai  |
| Perú      | 2 - 4    | Brasil    |
| Xile      | 2 - 2    | Colòmbia  |
| Equador   | 4 - 2    | Uruguai   |
| 3ª dia    |          |           |
| Bolívia   | 2 - 3    | Equador   |
| Argentina | 1 - 1    | Paraguai  |
| Colòmbia  | 0 - 3    | Uruguai   |
| Xile      | 2 - 0    | Perú      |
| Brasil    | 1 - 0    | Veneçuela |
| 4ª dia    |          |           |
| Veneçuela | 2 - 1    | Xile      |
| Equador   | 6 - 1    | Colòmbia  |
| Uruguai   | 0 - 2    | Brasil    |
| Paraguai  | 2 - 2    | Bolívia   |
| Perú      | 0 - 2    | Argentina |
| 5ª dia    |          |           |
| Bolívia   | 1 - 0    | Perú      |
| Veneçuela | 2 - 1    | Equador   |
| Colòmbia  | 0 - 0    | Brasil    |
| Argentina | 3 - 0    | Uruguai   |
| Xile      | 2 - 0    | Paraguai  |
| 6ª dia    |          |           |
| Brasil    | -        | Argentina |
| Equador   | 0 - 0    | Xile      |
| Paraguai  | 1 - 1    | Colòmbia  |
| Uruguai   | 4 - 2    | Bolívia   |
| Perú      | 1 - 0    | Veneçuela |
| 7ª dia    |          |           |
| Bolívia   | 3 - 1    | Veneçuela |
| Uruguai   | 0 - 0    | Paraguai  |
| Argentina | 1 - 1    | Xile      |
| Perú      | 0 - 3    | Colòmbia  |
| Brasil    | 2 - 0    | Equador   |
| 8ª dia    |          |           |
| Equador   | 2 - 1    | Perú      |
| Veneçuela | 0 - 0    | Uruguai   |
| Colòmbia  | 2 - 2    | Argentina |
| Paraguai  | 0 - 2    | Brasil    |
| Xile      | 1 - 1    | Bolívia   |
| 9ª dia    |          |           |
| Bolívia   | 1 - 1    | Colòmbia  |
| Equador   | 2 - 0    | Paraguai  |
| Veneçuela | 1 - 3    | Argentina |
| Perú      | 1 - 1    | Uruguai   |
| Xile      | 0 - 1    | Brasil    |
| 10ª dia   |          |           |
| Paraguai  | 2 - 1    | Veneçuela |
| Uruguai   | 1 - 0    | Equador   |
| Colòmbia  | 3 - 1    | Xile      |
| Argentina | 3 - 0    | Bolívia   |
| Brasil    | 2 - 0    | Perú      |
| 11ª dia   |          |           |
| Uruguai   | 0 - 0    | Colòmbia  |
| Paraguai  | 0 - 0    | Argentina |
| Veneçuela | 1 - 3    | Brasil    |
| Equador   | 3 - 0    | Bolívia   |
| Perú      | 2 - 0    | Xile      |
| 12ª dia   |          |           |
| Bolívia   | 4 - 0    | Paraguai  |
| Colòmbia  | 0 - 0    | Equador   |
| Argentina | 1 - 0    | Perú      |
| Xile      | 3 - 0    | Veneçuela |
| Brasil    | 4 - 1    | Uruguai   |
| 13ª dia   |          |           |
| Perú      | 3 - 0    | Bolívia   |
| Brasil    | 1 - 0    | Colòmbia  |
| Paraguai  | 0 - 1    | Xile      |
| Equador   | 1 - 0    | Veneçuela |
| Uruguai   | 0 - 1    | Argentina |
| 14ª dia   |          |           |
| Bolívia   | 3 - 0    | Uruguai   |
| Veneçuela | 1 - 2    | Perú      |
| Colòmbia  | 0 - 0    | Paraguai  |
| Argentina | 0 - 0    | Brasil    |
| Xile      | 0 - 2    | Equador   |
| 15ª dia   |          |           |
| Colòmbia  | 0 - 1    | Perú      |
| Veneçuela | 4 - 1    | Bolívia   |
| Paraguai  | 0 - 1    | Uruguai   |
| Xile      | 1 - 2    | Argentina |
| Equador   | 1 - 1    | Brasil    |
| 16ª dia   |          |           |
| Bolívia   | 2 - 3    | Xile      |
| Uruguai   | 4 - 1    | Veneçuela |
| Argentina | 1 - 0    | Colòmbia  |
| Brasil    | 4 - 0    | Paraguai  |
| Perú      | 1 - 1    | Equador   |
| 17ª dia   |          |           |
| Colòmbia  | 3 - 0    | Bolívia   |
| Uruguai   | 1 - 0    | Perú      |
| Brasil    | 4 - 0    | Xile      |
| Equador   | 1 - 3    | Paraguai  |
| Argentina | 3 - 0    | Veneçuela |
| 18ª dia   |          |           |
| Bolívia   | 0 - 4    | Brasil    |
| Veneçuela | 0 - 1    | Colòmbia  |
| Xile      | 0 - 2    | Uruguai   |
| Equador   | 1 - 1    | Argentina |
| Perú      | 2 - 0    | Paraguai  |

## Repesca amb la AFC
| Partit | Equip 1   | Resultat global | Equip 2 |
| ------ | --------- | --------------- | ------- |
| R      | Austràlia | 0:0 (5:4)       | Perú    |

## Equips classificats
| Equip     | Data de la qualificació | Aparicions anteriors |
| --------- | ----------------------- | --- |
| Brasil    | 11 de novembre de 2021  | 21 (1930, 1934, 1938, 1950, 1954, 1958, 1962, 1966, 1970, 1974, 1978, 1982, 1986, 1990, 1994, 1998, 2002, 2006, 2010, 2014, 2018) |
| Argentina | 16 de novembre de 2021  | 17 (1930, 1934, 1958, 1962, 1966, 1974, 1978, 1982, 1986, 1990, 1994, 1998, 2002, 2006, 2010, 2014, 2018)                         |
| Uruguai   | 24 de març de 2022      | 13 (1930, 1950, 1954, 1962, 1966, 1970, 1974, 1986, 1990, 2002, 2010, 2014, 2018)                                                 |
| Equador   | 24 de març de 2022      | 3 (2002, 2006, 2014) |

¹ En negreta campió en aquella edició.
² En cursiva organitzador en aquella edició